# Hylaeanthe hoffmannii
Hylaeanthe hoffmannii là một loài thực vật có hoa trong họ Marantaceae. Loài này được (K.Schum.) A.M.E.Jonker & Jonker ex H.Kenn. mô tả khoa học đầu tiên năm 2003.